# Jätinkirkko

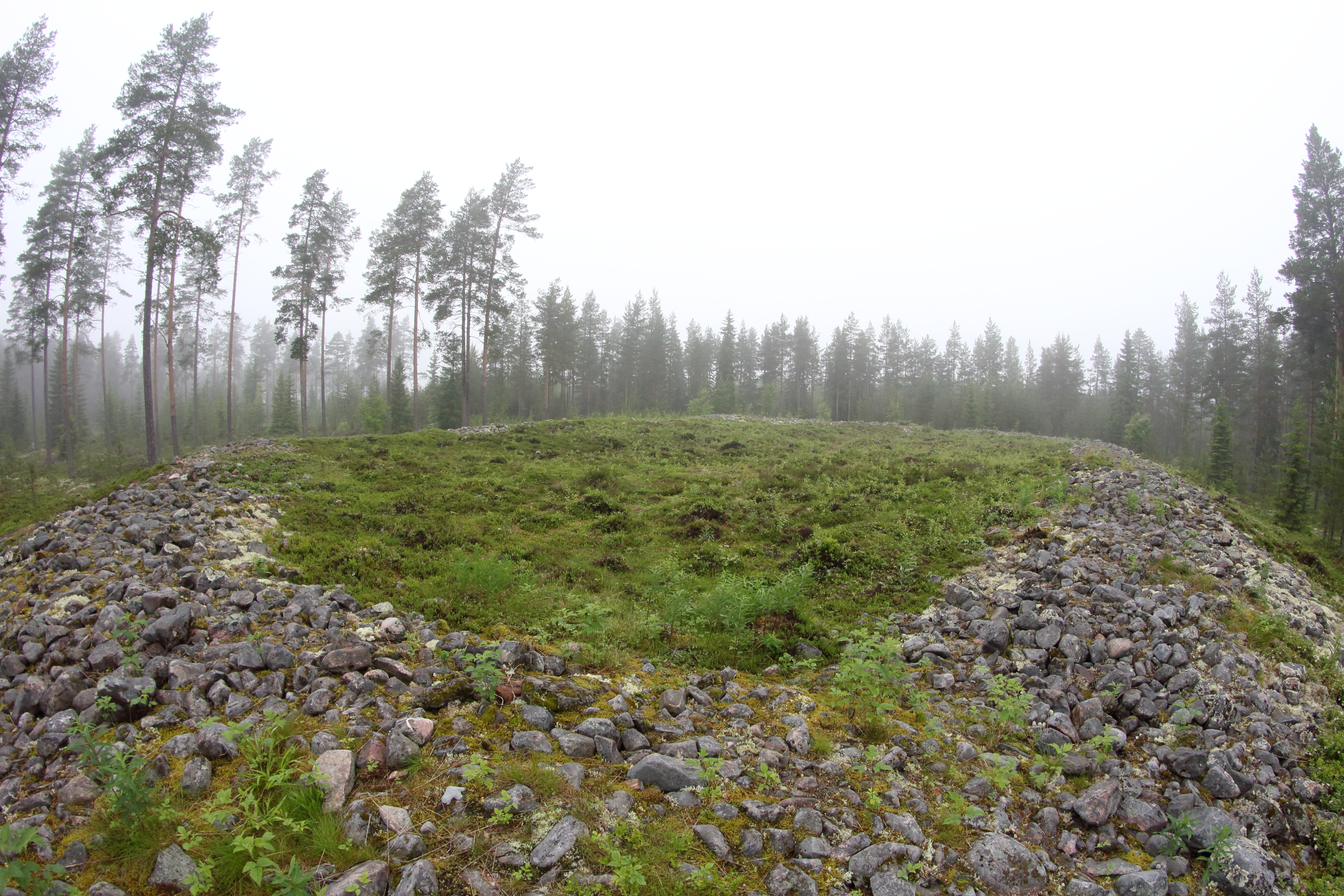
Kastellin jätinkirkko

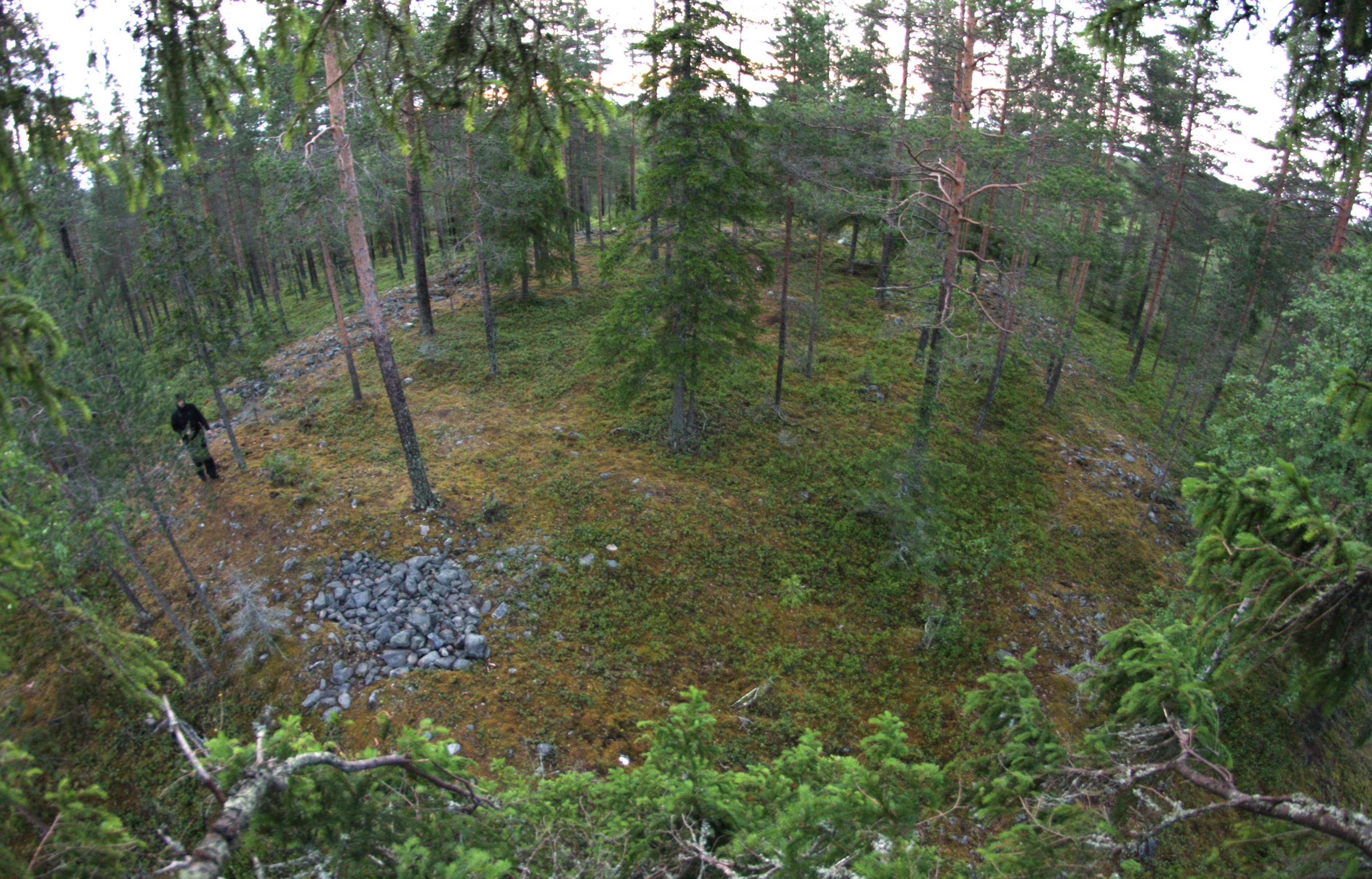
Rajakangas jätinkirkko

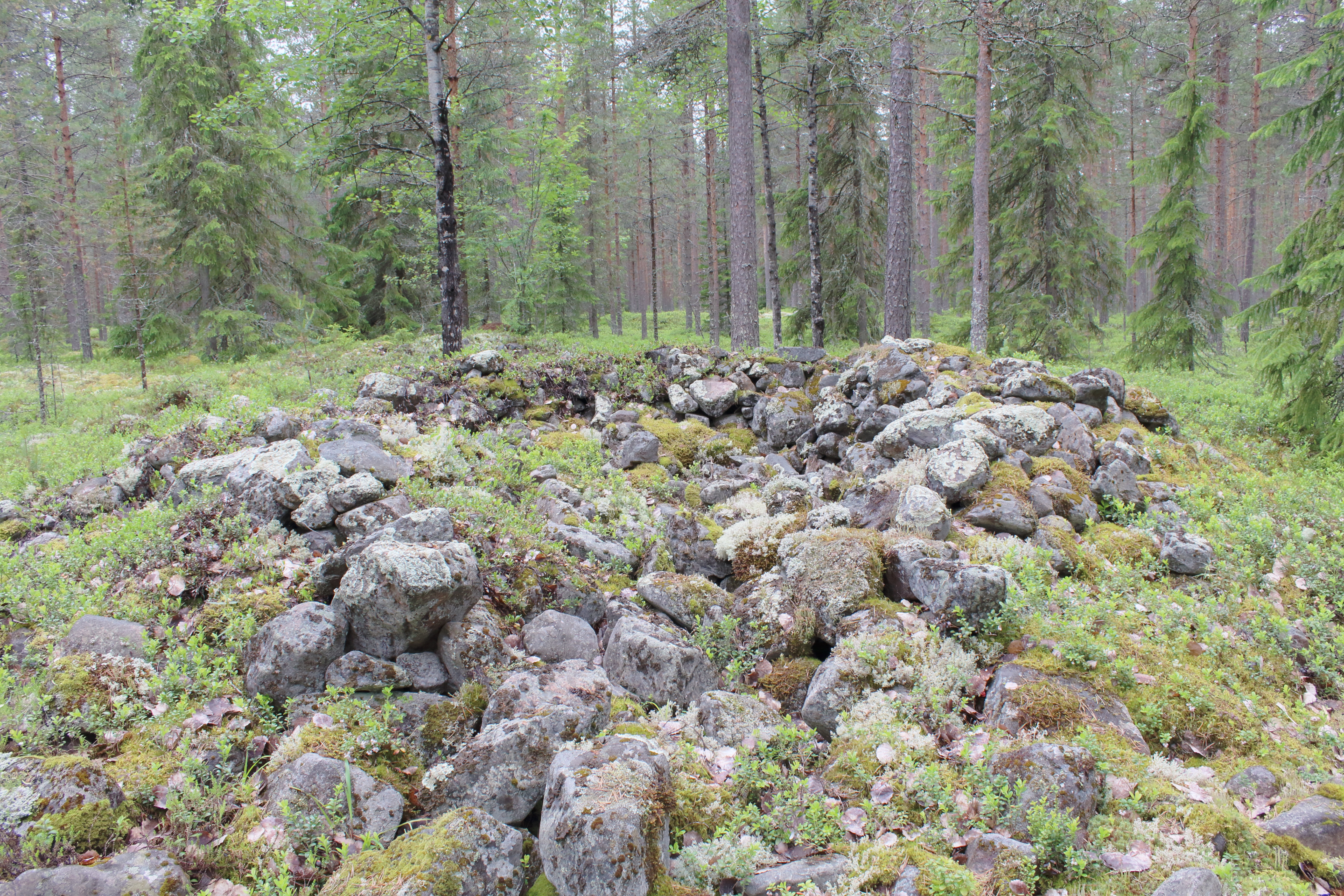
Kettukangas

Jätinkirkko oder Jatulinkirkko (deutsch „Riesenkirche“) ist der Name von, in einem etwa 400 km langen Streifen entlang des Bottnischen Meerbusens in Finnland gefundenen, prähistorischen Einhegungen.
Die 40 bis 50 bekannten steinernen Einhegungen sind rechteckig oder oval, einfach oder doppelt umwallt und haben zwei oder mehr Zugänge. Obwohl sie sich heute im Inland befindet, lagen sie vor der postglazialen Landhebung am Meer. Es gibt keine Belege für ihre Verwendung.
Einer der größten ist Kastellin jätinkirkko, das eine Fläche von 60 × 35 Metern umschließt. Die Riesenkirchen wurden ins „Subneolithikum“ datiert (d. h. Mesolithiker verwendeten zwischen 2500 und 2000 v. Chr. neolithische Artefakte). Um 1500 v. Chr. wurden die Anlagen aufgegeben.

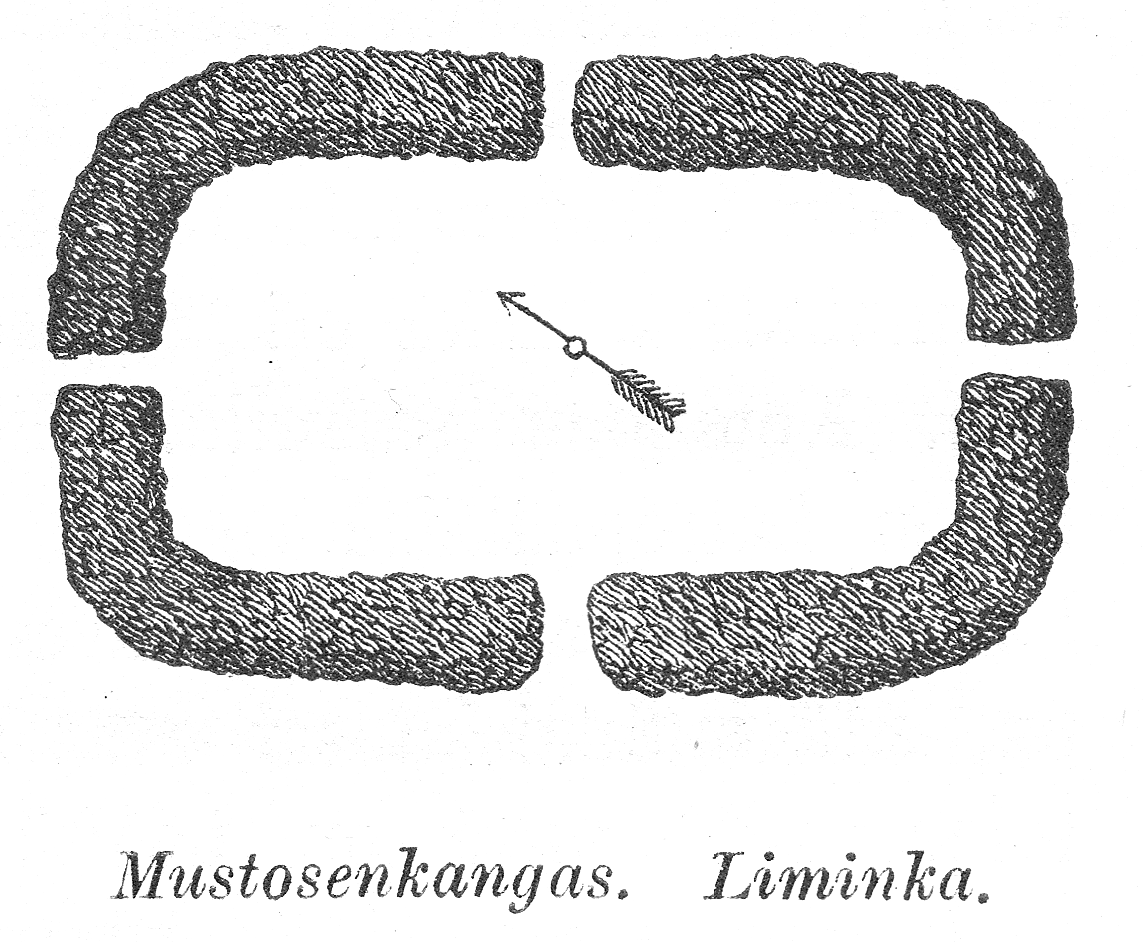
Jätinkirkko Liminka
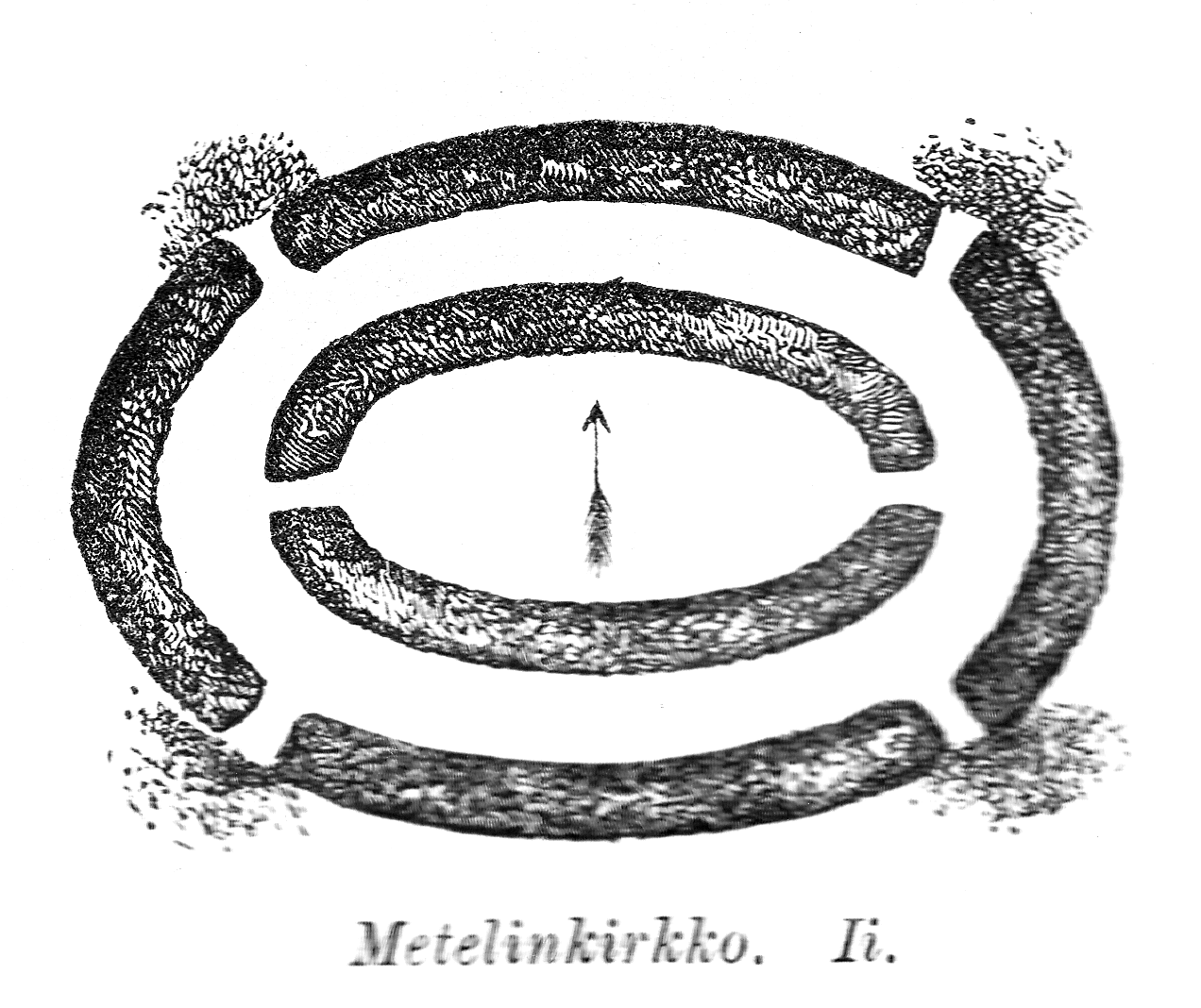
Jätinkirkko Metelinkirkko
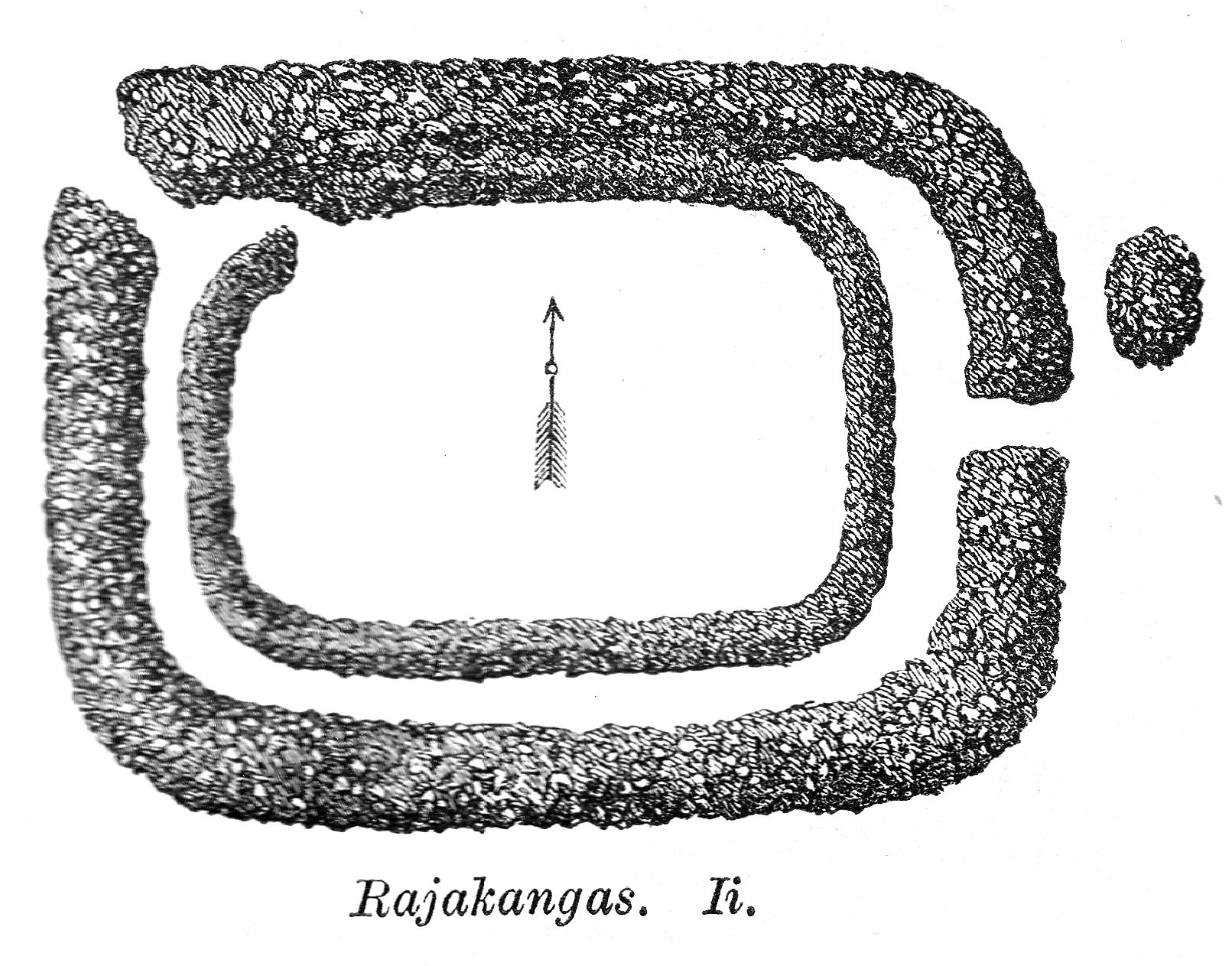
Jätinkirkko Haukipudas